# Петров, Николай Степанович (1833)
Николай Степанович Петров (1833—1913) — русский государственный деятель, статс-секретарь (1885), состоявший при великом князе Сергее Александровиче, главный контролер Министерства императорского двора (1883), управляющий Кабинетом Его Императорского Величества (1888—1893), член Государственного Совета Российской империи (с 1893). Действительный тайный советник

## Биография
Родился в 1833 году в дворянской семье.
После получения первоначального образования 1 сентября 1853 года поступил на службу в Кяхтинскую таможню. Затем занимал пост правителя канцелярии Кяхтинского градоначальника, принимал участие в учреждении в городе Троицкосавске воскресной школы, женской гимназии и общественного банка.
В 1863 году был переведён в Тобольск — управляющим 1-м отделением канцелярии общего губернского управления; заведовал приёмом, формированием и отправкой далее в Сибирь всех арестантов и пересыльных, назначаемых из Царства Польского и западных губерний империи на водворение на казённых землях. В 1864 году был назначен временным начальником Кургана для восстановления порядка в городе. 
В 1865 году причислен к государственному контролю, управлял контрольной палатой в Омске; в 1867 году переведён на ту же должность в Иркутск, а в 1868 году — в Пермь.
В 1876 году назначен управляющим контрольной палатой в Санкт-Петербурге. С 1878 года — управляющий временной ревизионной комиссией; в период 1879—1882 годов был членом различных комиссий по пересмотру законодательств, в том числе участвовал в работе комиссии по улучшению проверки оборотов железнодорожных обществ и Главного Общества российских железных дорог; 3 февраля 1883 года был назначен главным контролёром Министерства Императорского Двора, а 7 января 1884, одновременно — заведующим Кабинетом Его Императорского Величества; 24 марта 1885 года был  пожалован в статс-секретари. С 24 апреля (6 мая)  1888 года до 28 марта (9 апреля)  1893 года — управляющий Кабинетом Его Императорского Величества.
В 1890 году был назначен вице-председателем Особой комиссии для обсуждения изменений в устройстве Императорской Академии художеств и составления проекта нового устава академии.
С 28 марта 1893 года состоял членом Государственного Совета Российской империи, в 1894—1895 годах присутствовал в Департаменте государственной экономии.
Умер в 1913 году.

## Награды
За службу удостоен ряда высших российских орденов, включая:
- Орден Святого Александра Невского с бриллиантовыми знаками (1906)
- Орден Белого орла
- ордена Святого Владимира 1-й степени.

Также имел иностранные ордена:
- Орден Льва и Солнца I степени, Персия
- Орден Святого Саввы, Королевство Сербия

## Семья
Жена: Елизавета Андриановна Добродеева
Дети:
- Николай (1865—1942)
- Пётр (1867—?)
- Иннокентий (1870—1942)
- Ия (1872—?)
- Стефан (1874—?)